# Aphanius arakensis
Aphanius arakensis är en art av fiskar bland de äggläggande tandkarparna i familjen Cyprinodontidae som lever i västra Iran, nära staden Arak. Arten är endemisk till vattendrag i Namaksjöns avrinningsområde, men förekommer sällan eller inte alls i själva sjön.

## Utseende
Som vuxna blir fiskarna 3,4 till 3,8 cm långa. I likhet med alla andra medlemmar av släktet Aphanius uppvisar arten en tydlig könsdimorfism. Hanar har en serie av silverfärgade, vertikala streck på den bakre delen av kroppen, ibland tillsammans med 2–3 ljusare streck i stjärtfenan. Hanarnas rygg-, anal- och stjärtfenor har vita kanter, och bröst- och bukfenor är gulaktiga. De flesta hanarna har mörka fläckar vid basen av ryggfena och analfena.
Honorna har inte lika tydligt tecknade färger på fenor och kropp. De har dock en rad mörka markeringar längs kroppssidorna. Alla fenor är vitaktiga.

## Ekologi
Denna tandkarp lever i bräckt vatten och saltvatten, men aldrig i sötvatten. Arten är härdig, med små krav på syrehalt och temperatur. Födan består huvudsakligen av mygglarver, hinnkräftor (som exempelvis släktet Daphnia) och små snäckor. Den kan även ta växtmaterial. Fiskarna är kortlivade, och de flesta individer blir sällan äldre än tre år.

### Fortplantning
Exemplar av Aphanius arakensis blir könsmogna vid en ålder mellan 3 och 6 månader. Vid leken lägger honan ägg som klibbar fast vid växtlighet eller bottensediment, och kläcks efter ungefär 2 veckor.